# Gabinete Blum I
O Gabinete Blum I foi o ministério formado por Léon Blum em 04 de junho de 1936 e dissolvido em 21 de junho de 1937. Foi o 101º gabinete da Terceira República Francesa, sendo antecedido pelo Gabinete Sarraut II e sucedido pelo Gabinete Chautemps III.

## Contexto
O primeiro governo de Léon Blum foi formado após as eleições legislativas de abril de 1936, que testemunharam a vitória da “Frente Popular”, uma coalizão política que reunia os vários partidos da esquerda francesa. Blum tornou-se Presidente do Conselho de Ministros em junho e não assumiu nenhuma responsabilidade específica para se dedicar inteiramente à liderança de um governo de coalizão composto exclusivamente por socialistas e radicais, com o apoio externo dos comunistas (uma estreia desde a criação do Partido Comunista Francês). Esse governo também foi o primeiro a incluir mulheres, embora naquela época elas ainda não pudessem votar na França. Várias figuras proeminentes vieram do socialismo municipal.
Em 1936, os primeiros dias da "Frente Popular", entre as eleições legislativas e a formação do governo, foram marcados por inúmeras greves apoiadas pela Confederação Geral do Trabalho (CGT), pelos comunistas e pela ala esquerda da Seção Francesa da Internacional Operária (SFIO). Nesse período, Blum anunciou sua plataforma no rádio: a jornada de trabalho de 40 horas, a generalização dos acordos coletivos de trabalho e as férias remuneradas. Pela primeira vez, três mulheres foram subsecretárias de Estado: da Educação Nacional, da Pesquisa Científica e da Proteção à Criança. Blum ainda não cogitava propor o sufrágio feminino devido à forte oposição do Senado Francês, que já havia frustrado diversas iniciativas desse tipo. Na Assembleia Nacional Francesa, ele foi atacado pela extrema-direita, que o acusou de ser judeu.
Em 07 de junho, a pedido do Presidente do Conselho, as negociações entre empregadores e sindicatos começaram em Matignon. Pouco antes da manhã de 8 de junho, foi assinado um acordo conhecido como "Acordos de Matignon", que previam o estabelecimento de contratos coletivos, o livre exercício dos direitos sindicais, a criação de representantes dos trabalhadores eleitos por voto secreto e um aumento salarial de 7 a 15%. O movimento social estava no auge, com mais de um milhão de grevistas. Em 9 de junho, o governo apresentou cinco projetos de lei sobre a semana de trabalho, as férias anuais remuneradas (15 dias após um ano de serviço), o acordo coletivo, a revisão dos decretos-lei de 1935 (ver Gabinete Laval IV) relativos ao tratamento dos funcionários públicos e a tributação das pensões dos veteranos -esses textos foram adotados sem dificuldade. Nos dias 13 e 15 de junho, o trabalho foi retomado na Renault e, em seguida, em toda a indústria metalúrgica, sinalizando o início de uma recuperação econômica e o início de uma queda no desemprego.
Em 18 de junho, o governo dissolveu os principais grupos de extrema-direita: a “Cruz de Fogo”, os “Jovens Patriotas” e o “Solidariedade Francesa”. Foi anunciada a criação do Partido Socialista Francês (que teria 1,2 milhão de membros em 1939), composto por trabalhadores e muitas mulheres, ao contrário dos outros partidos. Enquanto isso, em Saint-Denis, foi fundado o Partido Popular Francês (PPF) no final de junho, formado por ex-comunistas e fascistas franceses. No mesmo período, a indústria bélica foi nacionalizada, entre julho e agosto, e um novo estatuto para o Banco da França foi adotado.
Na política externa, a partir de 18 de julho, na Espanha, os generais se rebelaram contra a Segunda República Espanhola. O general Francisco Franco, chefe do Estado-Maior do Exército Espanhol, assumiu o comando da revolta. O governo francês, que havia suspendido o fornecimento de armas à República Espanhola, retomou as entregas ao saber que os italianos estavam auxiliando os militares insurgentes. Debates ocorreram na França sobre a ajuda a ser fornecida aos republicanos espanhóis, com o governo dividido entre as posições conflitantes dos radicais e dos comunistas. Ansioso para não se isolar do Reino Unido, que se recusou a intervir, ele adotou uma política de não-intervencionismo. Blum, no entanto, forneceu 144 aeronaves aos republicanos e equipamentos soviéticos foram autorizados a transitar pela França. Em 9 de setembro, Blum, que havia prometido conceder a independência à Síria francesa em três anos, foi desautorizado pelo Parlamento Francês sobre esse tema. Em 25 de setembro, o franco deixou o padrão-ouro para se atrelar à libra esterlina e ao dólar dos Estados Unidos.
Em fevereiro de 1937, o déficit orçamentário da França foi estimado em 44 bilhões de francos e Blum anunciou uma pausa nas reformas diante das dificuldades orçamentárias. Em 5 de março, o governo decidiu congelar novos gastos, não introduzir controles cambiais e lançar um empréstimo para a defesa nacional. Em 11 de março, o Presidente da República, Albert Lebrun, fez um apelo pelo rádio para incentivar a população a aderir ao "Empréstimo para a Defesa Nacional" - duas parcelas de 5 bilhões cada. Ao mesmo tempo, era criado na Argélia francesa o Partido Popular Argelino (PPA), cuja plataforma era "nem assimilação nem separação, mas emancipação".
Nesse período, um clima de violência se instalou na França, com movimentos de extrema-esquerda frequentemente sitiando reuniões do PSF, o que, combinado com as forças de segurança e a polícia, resultou em tiroteios, mortes e feridos. Em 26 de abril de 1937, na Espanha, a pequena cidade de Guernica foi bombardeada por aviadores alemães da Legião Condor enviados por Adolf Hitler. As emoções em todo o mundo eram intensas e graves divisões surgiram entre as forças de esquerda. Ao mesmo tempo, em 07 de maio, na França, foi criada uma "Frente de Combate ao Comunismo". Em 24 daquele mês, a "Exposição Internacional de Artes e Tecnologia" foi inaugurada em Paris: inicialmente marcada para 1º de maio, inúmeras greves e atos de sabotagem atrasaram sua abertura.
Em 22 de junho de 1937, Léon Blum, que havia obtido plenos poderes financeiros da Assembleia, teve esses poderes negados pelo Senado. Ele convocou seu governo, que, então, decidiu renunciar, sendo sucedido por Camille Chautemps.

## Composição

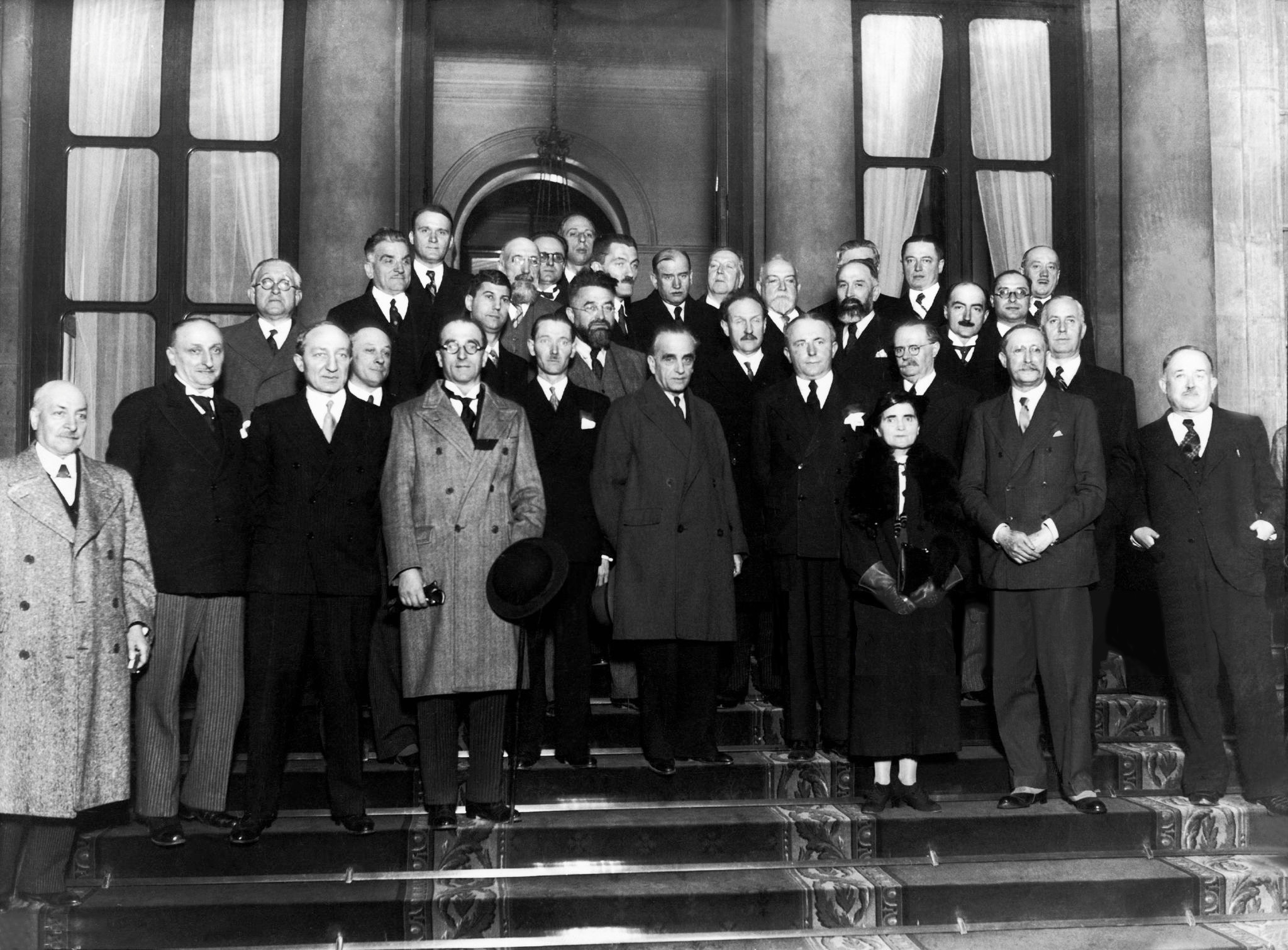
O 1º Gabinete Blum em fotografia de 1936.

- Presidente da República: Albert Lebrun
- Presidente do Conselho de Ministros: Léon Blum
- Ministro dos Estrangeiros: Yvon Delbos
- Ministro da Justiça: Marc Rucart
- Ministro do Interior: Roger Salengro (1936); Léon Blum (1936); Marx Dormoy (1936-1937)
- Ministro da Defesa Nacional e da Guerra: Édouard Daladier
- Ministro das Finanças: Vincent Auriol
- Ministro da Educação Nacional: Jean Zay
- Ministro das Obras Públicas: Albert Bedouce
- Ministro da Agricultura: Georges Monnet
- Ministro do Comércio: Paul Bastid
- Ministro dos Correios, Telégrafos e Telefones: Robert Jardillier
- Ministro do Trabalho: Jean-Baptiste Lebas
- Ministro das Pensões: Albert Rivière
- Ministro da Saúde Pública: Henri Sellier
- Ministro da Marinha: Alphonse Gasnier-Duparc
- Ministro do Ar: Pierre Cot
- Ministro das Colônias: Marius Moutet
- Ministro da Economia Nacional: Charles Spinasse
- Ministro de Estado: Camille Chautemps
- Ministro de Estado: Maurice Viollette
- Ministro de Estado: Paul Faure

## Realizações
- Criação de uma Subsecretaria de Esportes e Lazer;
- Lançamento de um amplo programa de obras públicas;
- Extensão da obrigatoriedade escolar de 13 para 14 anos.
- Desvalorização do franco.